# Drepanogynis leptodoma
Drepanogynis leptodoma là một loài bướm đêm trong họ Geometridae.